# SM UC-37
SM UC-37 – niemiecki podwodny stawiacz min z okresu I wojny światowej, jedna z 64 zbudowanych jednostek typu UC II. Zwodowany 5 czerwca 1916 roku w stoczni Blohm & Voss w Hamburgu, został przyjęty do służby w Kaiserliche Marine 13 października 1916 roku. Przebazowany w 1917 roku na Morze Śródziemne został nominalnie wcielony w skład Kaiserliche und Königliche Kriegsmarine pod nazwą U-77, pływając w składzie Flotylli Pola (a później II Flotylli Morza Śródziemnego i Flotylli Konstantynopol). W czasie służby operacyjnej okręt odbył 13 patroli bojowych, w wyniku których zatonęły 66 statków o łącznej pojemności 86 005 BRT, a pięć statków o łącznej pojemności 20 829 BRT i okręt o wyporności 7350 ton zostało uszkodzonych. W listopadzie 1918 roku SM UC-37 został poddany i rozbrojony w Sewastopolu, po czym w 1919 roku przebazowano go na Maltę i w roku następnym zezłomowano.

## Projekt i budowa
Sukcesy pierwszych niemieckich podwodnych stawiaczy min typu UC I, a także niedostatki tej konstrukcji skłoniły dowództwo Cesarskiej Marynarki Wojennej z admirałem von Tirpitzem na czele do działań mających na celu budowę nowego, znacznie większego i doskonalszego typu okrętów podwodnych. Opracowany latem 1915 roku projekt okrętu, oznaczonego później jako typ UC II, tworzony był równolegle z projektem przybrzeżnego torpedowego okrętu podwodnego typu UB II. Głównymi zmianami w stosunku do poprzedniej serii były: instalacja wyrzutni torpedowych i działa pokładowego, zwiększenie mocy i niezawodności siłowni oraz wzrost prędkości i zasięgu jednostki, kosztem rezygnacji z możliwości łatwego transportu kolejowego (ze względu na powiększone rozmiary).
SM UC-37 zamówiony został 20 listopada 1915 roku jako czwarta jednostka z II serii okrętów typu UC II (numer projektu 41, nadany przez Inspektorat U-Bootów), w ramach wojennego programu rozbudowy floty. Został zbudowany w stoczni Blohm & Voss w Hamburgu jako jeden z 24 okrętów typu UC II zamówionych w tej wytwórni. UC-37 otrzymał numer stoczniowy 278 (Werk 278). Stępkę okrętu położono w 1915 roku , a zwodowany został 5 czerwca 1916 roku. Koszt budowy okrętu wyniósł 1 mln 983 tys. marek.

## Dane taktyczno-techniczne
SM UC-37 był średniej wielkości przybrzeżnym okrętem podwodnym o konstrukcji dwukadłubowej. Długość całkowita wynosiła 50,4 metra, szerokość 5,22 metra i zanurzenie 3,65 metra (wykonany ze stali kadłub sztywny miał 39,3 metra długości i 3,65 metra szerokości) . Wysokość (od stępki do szczytu kiosku) wynosiła 7,46 metra . Wyporność w położeniu nawodnym wynosiła 427 ton, a w zanurzeniu 509 ton. Jednostka miała wysoki, ostry dziób przystosowany do przecinania sieci przeciwpodwodnych; do jej wnętrza prowadziły trzy luki, zlokalizowane przed kioskiem, w kiosku i w części rufowej, prowadzący do maszynowni . Cylindryczny kiosk miał średnicę 1,4 metra i wysokość 1,8 metra, obudowany był opływową osłoną . Okręt napędzany był na powierzchni przez dwa 6-cylindrowe, czterosuwowe silniki wysokoprężne MAN S6V26/36 o łącznej mocy 600 KM, a pod wodą poruszał się dzięki dwóm silnikom elektrycznym SSW o łącznej mocy 460 KM. Dwa wały napędowe obracały dwie śruby wykonane z brązu manganowego (o średnicy 1,9 metra i skoku 0,9 metra) . Okręt osiągał prędkość 11,9 węzła na powierzchni i 6,8 węzła w zanurzeniu. Zasięg wynosił 10 100 Mm przy prędkości 7 węzłów w położeniu nawodnym oraz 54 Mm przy prędkości 4 węzłów pod wodą. Zbiorniki mieściły 63 tony paliwa, a energia elektryczna magazynowana była w dwóch bateriach akumulatorów 26 MAS po 62 ogniwa, zlokalizowanych pod przednim i tylnym pomieszczeniem mieszkalnym załogi. Okręt miał siedem zewnętrznych zbiorników balastowych . Dopuszczalna głębokość zanurzenia wynosiła 50 metrów, a czas zanurzenia 40 s.
Głównym uzbrojeniem okrętu było 18 min kotwicznych typu UC/200 w sześciu skośnych szybach minowych o średnicy 100 cm, usytuowanych w podwyższonej części dziobowej jeden za drugim w osi symetrii okrętu, pod kątem do tyłu (sposób stawiania – „pod siebie”). Układ ten powodował, że miny trzeba było stawiać na zaplanowanej przed rejsem głębokości, gdyż na morzu nie było do nich dostępu (co znacznie zmniejszało skuteczność okrętów). Uzbrojenie uzupełniały dwie zewnętrzne wyrzutnie torped kalibru 500 mm (umiejscowione powyżej linii wodnej na dziobie, po obu stronach szybów minowych), jedna wewnętrzna wyrzutnia torped kal. 500 mm na rufie (z łącznym zapasem 7 torped) oraz umieszczone przed kioskiem działo pokładowe kal. 88 mm L/30, z zapasem amunicji wynoszącym 130 naboi. Okręt wyposażony był w dwa peryskopy Zeissa: wachtowy i bojowy oraz radiostację z podnoszonym masztem o wysokości 10 metrów. Wyposażenie uzupełniała kotwica grzybkowa o masie 272 kg .
Załoga okrętu składała się z 3 oficerów oraz 23 podoficerów i marynarzy.

## Służba

### 1916 rok
13 października 1916 roku dowództwo UC-37 objął por. mar. (niem. Oberleutnant zur See) Otto Launburg i tego dnia okręt został wcielony do służby w Cesarskiej Marynarce Wojennej . Po okresie szkolenia okręt otrzymał rozkaz udania się na Morze Śródziemne i 23 grudnia wyszedł w trzytygodniowy rejs Helgoland – Cattaro, zatapiając podczas niego 11 statków.

### 1917 rok
1 stycznia pierwszą ofiarą został zbudowany w 1888 roku norweski parowiec „Britannic” (2289 BRT), transportujący rudę żelaza z Almeríi do Barrow-in-Furness, który został zatopiony 44 Mm na zachód od Leixões na pozycji 40°58′N 9°30′W/40,966667 -9,500000 (bez strat w załodze) . Następnego dnia UC-37 zatopił trzy jednostki: na pozycji 38°55′N 9°48′W/38,916667 -9,800000 pochodzący z 1900 roku grecki parowiec „Aristotelis C. Ioannou” (2868 BRT), płynący z ładunkiem kukurydzy z Buenos Aires do Belfastu ; zbudowany w 1895 roku grecki parowiec „Dimitrios Goulandris” o pojemności 3744 BRT, przewożący pszenicę na trasie Buenos Aires – Avonmouth, zatrzymany i po opuszczeniu przez załogę zatopiony ogniem artyleryjskim na pozycji 39°10′N 9°50′W/39,166667 -9,833333  oraz francuski drewniany szkuner z 1910 roku „Notre Dame Du Verger” (227 BRT), płynący ze Swansea do Lizbony, który zatonął bez strat w ludziach 12 Mm od Cabo da Roca . 3 stycznia załoga U-Boota odniosła kolejne sukcesy, topiąc w odległości 12 Mm na południowy zachód od Przylądka Świętego Wincentego zbudowany w 1904 roku francuski drewniany szkuner „Capricieuse” (156 BRT), który płynął z ładunkiem wina z Algieru do Vannes (załoga ocalała)  oraz pochodzący z 1889 roku norweski parowiec „Fama” (2417 BRT), transportujący pszenicę z Portland do Marsylii, który został zatrzymany i zatopiony po zejściu załogi na pozycji 36°47′N 8°43′W/36,783333 -8,716667 . 4 stycznia lista sukcesów UC-37 powiększyła się o kolejne cztery pozycje: na pozycji 35°57′N 6°49′W/35,950000 -6,816667 został zatrzymany i po zejściu załogi zatopiony ogniem artyleryjskim zbudowany w 1901 roku brytyjski parowiec „Wragby” (3641 BRT), płynący z ładunkiem węgla na trasie Barry – Gibraltar; ten sam los spotkał zbudowany także w 1901 roku włoski parowiec „Luigi Ciampa” o pojemności 3988 BRT, przewożący pszenicę z Filadelfii do Gibraltaru, który bez strat ludzkich zatonął 15 Mm od przylądka Ponta de Sagres . Ofiarami UC-37 zostały też dwa żaglowce: zbudowany w 1903 roku rosyjski „Seemel” (209 BRT), płynący z Sewilli do Faro, który został zatopiony na pozycji 36°32′N 8°09′W/36,533333 -8,150000  i pochodzący także z 1903 roku francuski drewniany szkuner „Liberte” (166 BRT), płynący z ładunkiem węgla na trasie Cardiff – Marsylia, który bez strat w załodze został zatopiony z działa pokładowego na pozycji 35°49′N 6°10′W/35,816667 -6,166667 . 5 stycznia załoga U-Boota zatrzymała i zatopiła ostatnią podczas dziewiczego rejsu jednostkę, którą była zbudowana w 1881 roku żelazna włoska fregata „Combermere” (1718 BRT), płynąca z Genui do Pensacoli; zdarzenie miało miejsce już po pokonaniu Cieśniny Gibraltarskiej, u wybrzeży Almeríi .
Po przybyciu 12 stycznia do Cattaro UC-37 włączono w skład Flotylli Pola (niem. U-Flottille Pola). Okręt nominalnie wcielono do K.u.K. Kriegsmarine pod nazwą U-77, jednak załoga pozostała niemiecka. Z dniem 1 lutego 1917 roku, rozkazem szefa sztabu admiralicji niemieckiej z 12 stycznia tego roku, U-Booty należące do czterech flotylli Hochseeflotte, Flotylli Flandria i Flotylli Pola rozpoczęły nieograniczoną wojnę podwodną.
Pierwszą misję pod nową banderą U-Boot przeprowadził w dniach 15–17 lutego 1917 roku, kiedy to w rejonie Bari postawił trzy zagrody składające się łącznie z 18 min. Już 20 lutego jednostka udała się na kolejną misję, ponownie stawiając 18 min w trzech zagrodach w rejonie Bizerty. 26 lutego okręt storpedował 2,5 Mm od Tigzirt zbudowany w 1907 roku włoski parowiec „Gerolamo Ulloa” o pojemności 4283 BRT, płynący z ładunkiem nafty i benzyny z Pensacoli na Morze Śródziemne; statek doznał uszkodzeń, jednak nie zatonął . Tego samego dnia załoga okrętu podwodnego zatopiła nieopodal Algieru pochodzący z 1881 roku grecki parowiec „Victoria” (1388 BRT), który płynął z Bône do Almeríi (załoga ocalała) . Kolejny podczas trzeciego patrolu sukces został odniesiony 3 marca, kiedy to UC-37 bez ostrzeżenia storpedował u wybrzeży Algierii (6 Mm na wschód od Cap Sigli) zbudowany w 1899 roku uzbrojony brytyjski parowiec „Craigendoran” (2789 BRT), który przewoził ładunek węgla z Barry na Maltę. W wyniku ataku zginęło trzech marynarzy, a kapitan i główny mechanik zostali wzięci do niewoli. Tego samego dnia ofiarą U-Boota został też włoski żaglowiec „Salvatore” (119 BRT), zatopiony w Cieśninie Maltańskiej . Okręt powrócił do bazy 7 marca.
Na czwartą misję bojową UC-37 wyszedł 22 marca, udając się w rejon Tunisu, gdzie postawił komplet przewożonych min w trzech zagrodach. 27 marca okręt zatopił nieopodal Bizerty francuską kanonierkę rzeczną Nr 62 o wyporności 200 ton . 31 marca na pozycji 36°53′N 5°01′E/36,883333 5,016667 U-Boot storpedował zbudowany w 1908 roku francuski parowiec „Galatee” (3062 BRT), płynący z Susy do Oranu z ładunkiem fosfatów. Trafiony statek sztrandowano nieopodal Sidi Kralem, a w późniejszym czasie podniesiono i przeholowano do Algieru . Kolejne dwie jednostki stały się ofiarami załogi UC-37 3 kwietnia: na pozycji 37°08′N 8°28′E/37,133333 8,466667 został zatopiony bez strat ludzkich zbudowany w 1893 roku francuski statek pasażerski „Ernest Simons” (5555 BRT), płynący z Marsylii na Madagaskar ; jego los podzielił pochodzący z 1912 roku francuski parowiec „Saint Simon” (3419 BRT), płynący z Bizerty do Huelvy, storpedowany na pozycji 37°36′N 8°38′E/37,600000 8,633333. Nazajutrz okręt zatopił na wodach między Algierią a Tunezją niewielki włoski żaglowiec „San Giovanni Battiste” (46 BRT), a 7 kwietnia powrócił do bazy.
14 kwietnia na minę postawioną przez UC-37 wszedł zbudowany w 1905 roku francuski krążownik pomocniczy (używany jako transportowiec) „Gange” (6886 ton), płynący z Marsylii do Australii. Na okręcie, który zatonął na pozycji 37°24′N 9°50′E/37,400000 9,833333, zginęła jedna osoba . Dwa dni później u wybrzeży Tunezji na postawioną 27 marca przez okręt podwodny minę wszedł zbudowany w 1911 roku portugalski parowiec „Sagres” (2986 BRT), który przewoził żołnierzy i zaopatrzenie wojenne z Marsylii do Salonik; w katastrofie zginęły 133 osoby . 21 kwietnia jego los podzielił także pochodzący z 1901 roku uzbrojony brytyjski parowiec „Warrior” o pojemności 3674 BRT, transportujący węgiel z Cardiff do Aleksandrii, który zatonął ze stratą jednego załoganta u wybrzeży Tunezji (7 Mm na północny wschód od Fratelli Rocks). 28 kwietnia ofiarą U-Boota stał się włoski żaglowiec „Niobe” (66 BRT), który został zatopiony niedaleko Malty. Następnego dnia w Cieśninie Sycylijskiej ten sam los spotkał włoski żaglowiec „Giuseppe Maria” (99 BRT). 30 kwietnia U-Boot postawił dwie zagrody minowe nieopodal Annaby, a następnie na pozycji 37°05′N 8°22′E/37,083333 8,366667 storpedował zbudowany w 1908 roku francuski transportowiec „Colbert” (5394 BRT), który przewoził żołnierzy i zaopatrzenie wojenne z Marsylii do Salonik (na pokładzie zatopionej jednostki zginęło 51 osób). 2 maja U-Boot storpedował 9 Mm na północ od Dżidżal zbudowany w 1910 roku brytyjski parowiec „Camerata” (3723 BRT), przewożący z Avonmouth do Aleksandrii zaopatrzenie wojenne. Trafiony statek osiadł na dnie, lecz później został podniesiony (na pokładzie nikt nie zginął) . 5 maja załoga okrętu podwodnego odniosła podwójny sukces: na północ od Bizerty został zatopiony włoski żaglowiec „Dina Di Lozenzo” (127 BRT) , a 30 Mm od Al-Watan al-Kibli na minę wszedł i zatonął zbudowany w 1911 roku uzbrojony brytyjski parowiec „Harmattan” o pojemności 4792 BRT (w katastrofie zginęło 36 osób wraz z kapitanem). 15 czerwca na postawioną 30 kwietnia przez U-Boot minę wszedł zbudowany w 1889 roku włoski parowiec „Assunzione” (3770 BRT), który bez strat w ludziach zatonął na wschód od Annaby .
2 lipca 1917 roku nowym kapitanem UC-37 został por. mar. Willy List . Pierwszy sukces pod jego dowództwem załoga U-Boota odniosła 8 sierpnia, gdy na pozycji 37°30′N 9°19′E/37,500000 9,316667 został zatopiony francuski parowiec „Breton” (3739 BRT), płynący z Tunisu do Saint-Nazaire z ładunkiem zboża (nikt nie zginął) . Kolejne zatopienie miało miejsce dopiero 11 października, kiedy to na pozycji 35°44′N 24°33′E/35,733333 24,550000 zatonął niezidentyfikowany, opuszczony przez załogę żaglowiec o pojemności 14 BRT . Pomiędzy 31 października a 5 listopada na Morzu Egejskim łupem UC-37 padło pięć niewielkich żaglowców o łącznym tonażu 121 BRT: trzy greckie („Evangelistria”, A.S. 160 i „Essichia”) oraz dwa włoskie („Marigo” i „Caterina”) . Ostatni w 1917 roku sukces odnotowano 23 grudnia, gdy na minie postawionej przez okręt podwodny nieopodal Milos uszkodzeń doznał zbudowany w 1909 roku brytyjski parowiec „Dunedin” (4796 BRT), płynący z Salonik do Port Saidu (obyło się bez strat w ludziach) .

### 1918 rok
Na początku 1918 roku niemieckie siły podwodne na Morzu Śródziemnym przeszły reorganizację, w wyniku której Flotylla Pola została podzielona na dwie części: I Flotylla w Poli (I. U-Flottille Mittelmeer) i II Flotylla w Cattaro (II. U-Flottille Mittelmeer), a UC-37 znalazł się w składzie tej drugiej. 10 stycznia dowództwo U-Boota objął por. mar. Otto Kümpel . 12 lutego nowy dowódca odniósł swoje pierwsze zwycięstwo, topiąc na pozycji 38°28′N 23°49′E/38,466667 23,816667 mały grecki żaglowiec „Aghios Nicolaos” (20 BRT) . Dwa dni później UC-37 storpedował bez ostrzeżenia zbudowany w 1900 roku uzbrojony brytyjski parowiec „Ventmoor” (3456 BRT), płynący na trasie z Mudros do Safakis. Na statku, który zatonął na pozycji 38°41′N 24°36′E/38,683333 24,600000, zginęło 21 osób wraz z kapitanem. 15 lutego załoga U-Boota odniosła kolejny sukces, zatapiając na pozycji 37°51′N 25°33′E/37,850000 25,550000 za pomocą wystrzelonej bez ostrzeżenia torpedy nowy, zbudowany w 1916 roku uzbrojony brytyjski parowiec „San Rito” o pojemności 3310 BRT. Na statku, płynącym pod balastem z Salonik do Port Saidu, zginęło trzech marynarzy.
17 marca na postawioną przez U-Boota nieopodal Pireusu minę wszedł pochodzący z 1904 roku brytyjski parowiec „Waihemo” (4283 BRT), płynący z Durbanu do Pireusu z ładunkiem kukurydzy. Statek zatonął bez strat w załodze . Cztery dni później nieopodal wyspy Milos, na pozycji 36°49′N 24°21′E/36,816667 24,350000, okręt storpedował i zatopił zbudowany w 1906 roku włoski parowiec „Termini” o pojemności 1523 BRT . 25 marca nieopodal Milos uszkodzony został zbudowany w 1908 roku brytyjski parowiec „Warturm” (4965 BRT), płynący pod balastem z Salonik do Egiptu (w wyniku ataku zginęło dwóch członków załogi) . Nazajutrz nieopodal wyspy Santoryn U-Boot zatopił trzy niezidentyfikowane greckie żaglowce o łącznej pojemności 61 BRT . 29 marca nieopodal Andimilos na minie postawionej 23 marca przez UC-37 został zniszczony zbudowany w 1895 roku portugalski parowiec „Porto Santo” o pojemności 2801 BRT (nikt nie zginął) . Pomiędzy 8 a 17 lipca na Morzu Egejskim łupem UC-37 padło pięć niewielkich greckich żaglowców o łącznym tonażu 105 BRT: „San Nicola”, „Hagios Zion” i trzy niezidentyfikowane .
18 lipca UC-37 został przeniesiony do Flotylli Konstantynopol. 19 sierpnia okręt zatopił 47 Mm na południowy zachód od Mudros przy pomocy torpedy zbudowany w 1898 roku brytyjski parowiec „Marie Suzanne” (3106 BRT), który płynął z ładunkiem węgla z Penarth do Salonik (nikt nie zginął). Tego samego dnia łupem UC-37 padło siedem greckich żaglowców o łącznym tonażu 343 BRT: jeden niezidentyfikowany oraz jednostki o oznaczeniach NN155a, S919a, SS165, V108a, V135 i V62a . 24 sierpnia okręt zatopił trzy kolejne greckie żaglowce o oznaczeniach AS19, S275 i A59a o łącznej pojemności 105 BRT . Między 26 a 29 sierpnia konto zwycięstw U-Boota powiększyło się o kolejnych siedem greckich żaglowców o łącznym tonażu 285 BRT: jeden niezidentyfikowany oraz „Evangtelistria”, C57a, V214a, S804qu, A56a i 121B . Ostatnim wojennym sukcesem UC-37 było uszkodzenie na Morzu Egejskim nieopodal Stavros brytyjskiego krążownika HMS „Endymion” o wyporności 7350 ton (obyło się bez strat w ludziach) .
Po podpisaniu przez Turcję rozejmu w Mudros, 2 listopada okręt opuścił Konstantynopol i udał się do będącego w rękach niemieckich Sewastopola, gdzie doczekał zakończenia działań wojennych. 12 listopada UC-37 wraz z innymi niemieckimi okrętami podwodnymi (UB-14, UB-42 i UC-23) został przekazany Ukrainie (pieczę nad okrętami objął ówczesny naczelny dowódca Floty Czarnomorskiej kontradm. Wacław Kłoczkowski). 26 listopada 1918 roku UC-37 został przejęty przez Brytyjczyków. W 1919 roku jednostkę doprowadzono na Maltę, gdzie została zezłomowana w 1920 roku.

### Podsumowanie działalności bojowej
SM UC-37 wykonał łącznie 13 misji bojowych, podczas których za pomocą min, torped, działa pokładowego i ładunków wybuchowych zatopił 66 statków o łącznej pojemności 86 005 BRT, a pięć statków o łącznej pojemności 20 829 BRT i krążownik o wyporności 7350 ton zostało uszkodzonych . Na pokładach zatopionych i uszkodzonych jednostek zginęło co najmniej 210 osób, w tym 133 na portugalskim parowcu „Sagres”  . Pełne zestawienie zadanych przez niego strat przedstawia poniższa tabela :
| Data                 | Nazwa                    | Państwo            | Tonaż       | Los jednostki |
| -------------------- | ------------------------ | ------------------ | ----------- | ------------- |
| 1 stycznia 1917      | „Britannic”              | Norwegia           | 2289        | zatopiony     |
| 2 stycznia 1917      | „Aristotelis C. Ioannou” | Królestwo Grecji   | 2868        | zatopiony     |
| 2 stycznia 1917      | „Dimitrios Goulandris”   | Królestwo Grecji   | 3744        | zatopiony     |
| 2 stycznia 1917      | „Notre Dame Du Verger”   | Francja            | 227         | zatopiony     |
| 3 stycznia 1917      | „Capricieuse”            | Francja            | 156         | zatopiony     |
| 3 stycznia 1917      | „Fama”                   | Norwegia           | 2417        | zatopiony     |
| 4 stycznia 1917      | „Liberte”                | Francja            | 166         | zatopiony     |
| 4 stycznia 1917      | „Luigi Ciampa”           | Włochy             | 3988        | zatopiony     |
| 4 stycznia 1917      | „Seemel”                 | Imperium Rosyjskie | 209         | zatopiony     |
| 4 stycznia 1917      | „Wragby”                 | Wielka Brytania    | 3641        | zatopiony     |
| 5 stycznia 1917      | „Combermere”             | Włochy             | 1718        | zatopiony     |
| 26 lutego 1917       | „Gerolamo Ulloa”         | Włochy             | 4283        | uszkodzony    |
| 26 lutego 1917       | „Victoria”               | Królestwo Grecji   | 1388        | zatopiony     |
| 3 marca 1917         | „Craigendoran”           | Wielka Brytania    | 2789        | zatopiony     |
| 3 (5) marca 1917     | „Salvatore”              | Włochy             | 119         | zatopiony     |
| 27 marca 1917        | Nr 62                    | Marine nationale   | 200         | zatopiony     |
| 31 marca 1917        | „Galatee”                | Francja            | 3062        | uszkodzony    |
| 3 kwietnia 1917      | „Ernest Simons”          | Francja            | 5555        | zatopiony     |
| 3 kwietnia 1917      | „Saint Simon”            | Francja            | 3419        | zatopiony     |
| 4 kwietnia 1917      | „San Giovanni Battiste”  | Włochy             | 46          | zatopiony     |
| 14 kwietnia 1917     | „Gange”                  | Marine nationale   | 6886        | zatopiony     |
| 16 kwietnia 1917     | „Sagres”                 | Portugalia         | 2986        | zatopiony     |
| 21 kwietnia 1917     | „Warrior”                | Wielka Brytania    | 3674        | zatopiony     |
| 28 kwietnia 1917     | „Niobe”                  | Włochy             | 66          | zatopiony     |
| 29 kwietnia 1917     | „Giuseppe Maria”         | Włochy             | 99          | zatopiony     |
| 30 kwietnia 1917     | „Colbert”                | Marine nationale   | 5394        | zatopiony     |
| 2 maja 1917          | „Camerata”               | Wielka Brytania    | 3723        | uszkodzony    |
| 5 maja 1917          | „Dina Di Lozenzo”        | Włochy             | 127         | zatopiony     |
| 5 maja 1917          | „Harmattan”              | Wielka Brytania    | 4792        | zatopiony     |
| 15 czerwca 1917      | „Assunzione”             | Włochy             | 3770        | zatopiony     |
| 8 sierpnia 1917      | „Breton”                 | Francja            | 3739        | zatopiony     |
| 11 października 1917 | nieznany                 | nieznana           | 14          | zatopiony     |
| 31 października 1917 | „Evangelistria”          | Królestwo Grecji   | 17          | zatopiony     |
| 1 listopada 1917     | „Marigo”                 | Włochy             | 24          | zatopiony     |
| 3 listopada 1917     | A.S. 160                 | Królestwo Grecji   | 20          | zatopiony     |
| 3 listopada 1917     | „Essichia”               | Królestwo Grecji   | 30          | zatopiony     |
| 5 listopada 1917     | „Caterina”               | Włochy             | 30          | zatopiony     |
| 23 grudnia 1917      | Dunedin                  | Wielka Brytania    | 4796        | uszkodzony    |
| 12 lutego 1918       | „Aghios Nicolaos”        | Królestwo Grecji   | 20          | zatopiony     |
| 14 lutego 1918       | „Ventmoor”               | Wielka Brytania    | 3456        | zatopiony     |
| 15 lutego 1918       | „San Rito”               | Wielka Brytania    | 3310        | zatopiony     |
| 17 marca 1918        | „Waihemo”                | Wielka Brytania    | 4283        | zatopiony     |
| 21 marca 1918        | „Termini”                | Włochy             | 1523        | zatopiony     |
| 25 marca 1918        | „Warturm”                | Wielka Brytania    | 4965        | uszkodzony    |
| 26 marca 1918        | nieznany                 | Królestwo Grecji   | 31          | zatopiony     |
| 26 marca 1918        | nieznany                 | Królestwo Grecji   | 15          | zatopiony     |
| 26 marca 1918        | nieznany                 | Królestwo Grecji   | 15          | zatopiony     |
| 29 marca 1918        | „Porto Santo”            | Portugalia         | 2801        | zatopiony     |
| 8 lipca 1918         | „San Nicola”             | Królestwo Grecji   | 50          | zatopiony     |
| 14 lipca 1918        | „Hagios Zion”            | Królestwo Grecji   | 4           | zatopiony     |
| 15 lipca 1918        | nieznany                 | Królestwo Grecji   | 2           | zatopiony     |
| 15 lipca 1918        | nieznany                 | Królestwo Grecji   | 14          | zatopiony     |
| 17 lipca 1918        | nieznany                 | Królestwo Grecji   | 35          | zatopiony     |
| 19 sierpnia 1918     | „Marie Suzanne”          | Wielka Brytania    | 3106        | zatopiony     |
| 19 sierpnia 1918     | nieznany                 | Królestwo Grecji   | 58          | zatopiony     |
| 19 sierpnia 1918     | NN155a                   | Królestwo Grecji   | 30          | zatopiony     |
| 19 sierpnia 1918     | S919a                    | Królestwo Grecji   | 80          | zatopiony     |
| 19 sierpnia 1918     | SS165                    | Królestwo Grecji   | 65          | zatopiony     |
| 19 sierpnia 1918     | V108a                    | Królestwo Grecji   | 60          | zatopiony     |
| 19 sierpnia 1918     | V135                     | Królestwo Grecji   | 20          | zatopiony     |
| 19 sierpnia 1918     | V62a                     | Królestwo Grecji   | 30          | zatopiony     |
| 24 sierpnia 1918     | AS19                     | Królestwo Grecji   | 35          | zatopiony     |
| 24 sierpnia 1918     | S275                     | Królestwo Grecji   | 35          | zatopiony     |
| 24 sierpnia 1918     | A59a                     | Królestwo Grecji   | 35          | zatopiony     |
| 26 sierpnia 1918     | „Evangtelistria”         | Królestwo Grecji   | 20          | zatopiony     |
| 27 sierpnia 1918     | nieznany                 | Królestwo Grecji   | 31          | zatopiony     |
| 27 sierpnia 1918     | C57a                     | Królestwo Grecji   | 14          | zatopiony     |
| 28 sierpnia 1918     | V214a                    | Królestwo Grecji   | 12          | zatopiony     |
| 28 sierpnia 1918     | S804qu                   | Królestwo Grecji   | 53          | zatopiony     |
| 29 sierpnia 1918     | A56a                     | Królestwo Grecji   | 31          | zatopiony     |
| 29 sierpnia 1918     | 121B                     | Królestwo Grecji   | 124         | zatopiony     |
| 30 sierpnia 1918     | HMS „Endymion”           | Royal Navy         | 7350        | uszkodzony    |
| RAZEM                | RAZEM                    | zatopione:         | zatopione:  | 66            |
| RAZEM                | RAZEM                    | uszkodzone:        | uszkodzone: | 6             |